# Girolamo Agucchi
Girolamo Agucchi (Bologna, 15 gennaio 1555 – Roma, 27 aprile 1605) è stato un cardinale italiano.

## Biografia
Girolamo Agucchi nacque a Bologna il 15 gennaio 1555, da Gian Giorgio Agucchi e Isabella Sega. Sua madre era la sorella del cardinale Filippo Sega, mentre Giovanni Battista Agucchi era suo fratello.
Studiò presso l'Università degli Studi di Macerata, dove ottenne la laurea in legge. Dopo l'università, divenne notaio presso la Santa Sede. Il 15 aprile 1592, papa Clemente VIII lo nominò protonotario apostolico e successivamente internunzio presso la Contea di Fiandra. Nel 1595 divenne referendario del Supremo tribunale della Segnatura apostolica. Divenne vice-governatore di Fermo il 20 settembre 1596, mentre il 1º novembre 1597 divenne maggiordomo del cardinal Pietro Aldobrandini. Si recò a Ferrara, nel 1598, con il cardinal Pietro Aldobrandini e, nel 1600, divenne segretario della Congregazione dei vescovi e regolari. Fu Prevosto dei Ss. Simone e Giuda a Novara e Precettore (o commendatore) dell'Arcispedale di Santo Spirito in Saxia a Roma.
Nel concistoro del 9 giugno 1604, Papa Clemente VIII lo nominò cardinale. Il 25 giugno 1604 ricevette il cappello rosso cardinalizio e il titolo cardinalizio di San Pietro in Vincoli. Partecipò al conclave del marzo 1605, che elesse papa Leone XI.

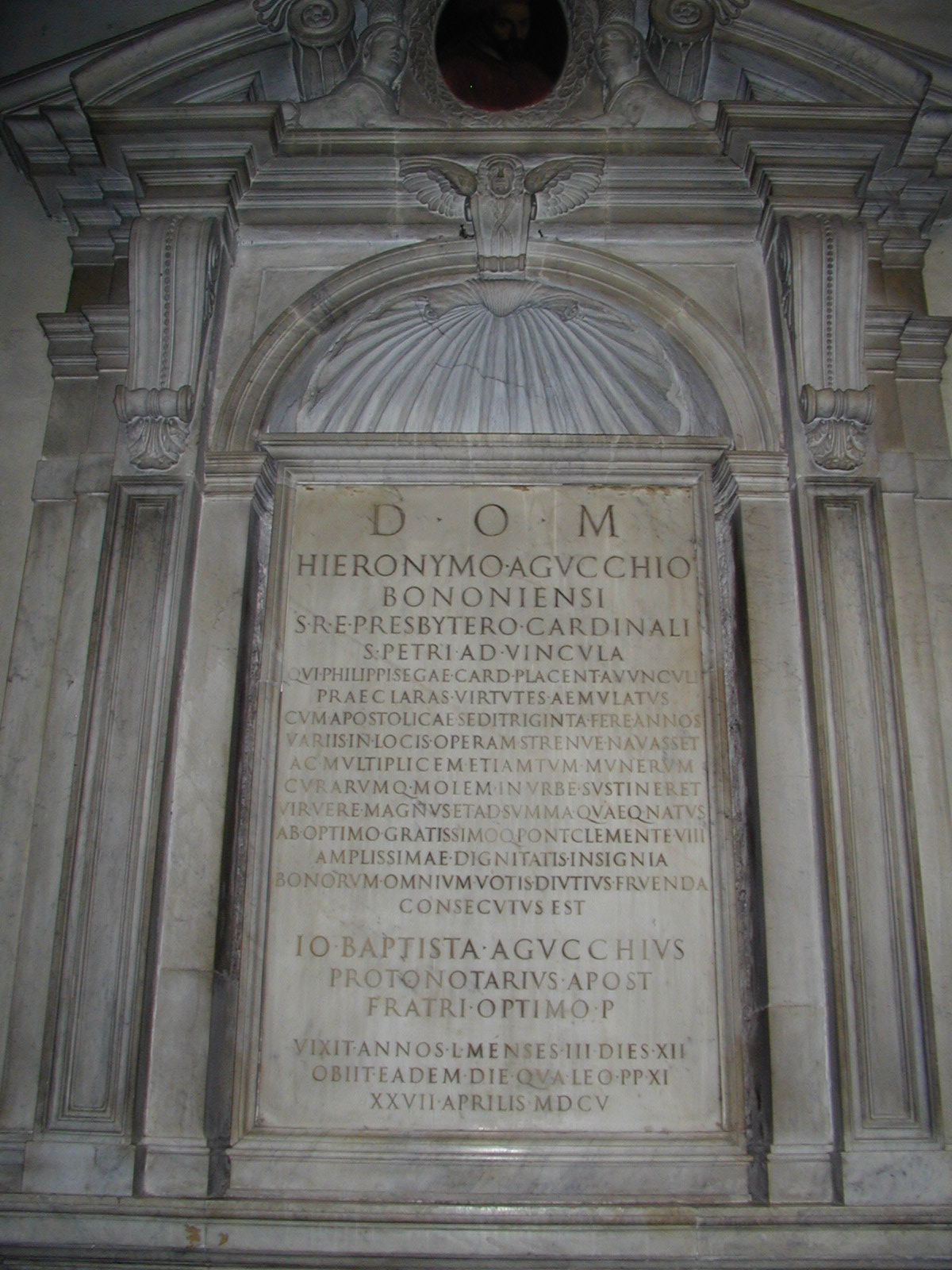
Lapide tombale del cardinale Agucchi

Girolamo Agucchi morì a Roma il 27 aprile 1605, lo stesso giorno di papa Leone XI e fu sepolto nella basilica di San Pietro in Vincoli. Questo l'epitaffio sulla sua tomba: